# Le Kilin
Le Kilin (麒麟) est une nouvelle de Jun'ichirō Tanizaki publiée en 1910 dans la revue Shinshichô.
Le kilin (ou Qilin) est un animal fantastique du bestiaire chinois. Il marque la naissance (sa mère l'aurait vu en rêve avant sa naissance) et la mort de Confucius (un kilin aurait été tué peu avant son décès). 

## Résumé
Confucius arrive au pays de Wei, précédé de la réputation du Sage. Le duc Ling lui demande comment enrichir son pays et renforcer son armée. Maître Kong lui répond que « si vous aspirez sincèrement à la vertu propre au souverain, surmontez d'abord vos propres désirs ».
Le souverain dans un premier temps met en pratique les recommandations du sage, mais sa femme Nanzi jalouse de l'influence du maître cherchera à faire tomber celui-ci et son mari dans les filets de la volupté. Si elle échoue avec Confucius, ce ne sera pas le cas avec le duc.
Le sage se retire du pays de Wai en prononçant ces paroles de dépit : « Je n'ai jamais vu personne qui soit aussi attaché à la vertu qu'à la volupté ».

## Thèmes
Comme dans Le Tatouage, et en réaction au roman naturaliste en vogue à cette époque, Tanizaki se cherche un exotisme, après celui de la période d'Edo, c'est celui de la Chine. Il peut montrer son érudition dans le domaine de la culture chinoise. La femme fatale qui prend dans les filets de sa beauté et de la volupté les hommes naïfs est au centre de la nouvelle.

## Édition française
- Tanizaki, Le Kilin dans Œuvres, vol. 1 (1910-1936), Paris, Gallimard, coll. « Bibliothèque de la Pléiade », 1997